# Julia Migenes
Julia Migenes (n. Nueva York; 13 de marzo) es una soprano estadounidense. Nació en el Lower East Side de Manhattan, hija de Juan y Julia Migenes, de origen portorriqueño e irlandés, respectivamente. (Su padrastro, Costas Makis, era de origen griego). También conocida como Julia Migenes-Johnson. Asistió a The High School of Music & Art en Nueva York. Migenes hizo el papel de la segunda hija de Tevye, Hodel, en la producción original de Broadway del duradero musical El violinista en el tejado. También el papel de Ciboletta en la película de 1973 Eine Nacht in Venedig (vuelta a publicar en 2008).
Destaca su participación en la ópera Carmen en la película de Francesco Rosi. Ha actuado en grandes escenarios internacionales como el Metropolitan Opera, destacándose en la ópera Lulu de Alban Berg y La voz humana de Francis Poulenc, así como también operetas y musicales.

## Carrera temprana en Broadway
Hay controversia en cuanto al año de nacimiento de Migenes: se han citado 1943 (basado en el censo de los Estados Unidos de 1950), 1945, 1948 (que ha utilizado ella) y 1949 (utilizado en muchas fuentes de referencia). De niña dio origen al papel de "Ngana" en la primera gira nacional del musical de Rodgers y Hammerstein South Pacific; se alternó en el papel con su hermana Maria. En el reparto también estaba su hermano John (1940-1993), en el papel de Jerome, y su medio hermana Jeanette (1926-2003) como la ayudante de Bloody Mary (y su suplente) Se dice que los hermanos ganaron dinero suficiente en la gira como para comprar a su familia una pequeña casa en el Bronx.
Se presentó en Broadway en el musical Carnival!, donde era suplente del papel principal de "Lili". Migenes representó el papel del 2 al 14 de abril de 1962, cuando la actriz principal Anna Maria Alberghetti se fue de vacaciones. Después Migenes asumió el papel principal de "María" en la reposición en Broadway en 1964 de West Side Story, que tuvo una duración limitada del 8 de abril al 2 de mayo en el City Center. Migenes creó el papel de "Hodel", la segunda de las hijas de Tevye en el reparto original en Broadway de El violinista en el tejado. Aunque la producción duró casi ocho años (con unas 3200 representaciones y con nueve Premios Tony ganados), la participación de Migenes duró desde el preestreno el 17 de septiembre de 1964 hasta el 1 de abril de 1967. Mimi Turque la sucedió en el papel de "Hodel".

## Vida personal
Migenes se ha casado cuatro veces. La primera fue en 1962, siendo una adolescente, con William L. Dean Jr., cantante en la compañía Coral Records y en la orquesta de Fred Waring; la unión se anuló en 1963. Su segundo matrimonio con Danjo Hotnik acabó en divorcio, pero dio a Migenes a su primera hija, Martina Michaela (nacida en 1974). En 1979, Migenes se casó con Jarvis Johnson, con quien tuvo una segunda hija, Jessica Allegra (nacida en 1981). Se casó con el director de cine húngaro Peter Medak en 1988; se divorciaron en 2003.

## Discografía
- 2006. Alter Ego
- 2004 Le Meilleur de Julia
- 2003 La Argentina
- 2000 Infamia, Tangos de Barcelona
- 1999 Franz Lehar
- 1999 Robert Stolz
- 1998 Lulu
- 1996 Man of La Mancha
- 1995 100ans de Cinema
- 1995 Smile
- 1993 Vienna
- 1991 Kismet
- 1991 RAGS
- 1991 La Voix Humaine
- 1989 Live at the Olympia
- 1989 Seven Deadly Sins
- 1988 Berlin Blues
- 1985 In Love
- 1984 Carmen
- 1983 Recital
- 1983 A Christmas Concert
- 1983. Welterfolge
- 1982 Latin Lady
- 1981 Julia Migenes singt
- 1981 Operette
- 1964 Fiddler on the Roof